# Regent's Park
O Regent's Park (traduzido da língua inglesa, "Parque do Regente") é um dos parques Reais de Londres. Localiza-se parcialmente na Cidade de Westminster e parcialmente no distrito de Camden. 
A área do Regent's Park é mantida e preservada pelo governo do Reino Unido, mais precisamente pela agência The Royal Parks. 
O parque possui, atualmente, cerca de nove palacetes, entre eles a Winfield House.
Na fronteira norte do parque, se localiza o jardim zoológico de Londres.

## História
Na Idade Média, a região fazia parte do vilarejo de Tyburn e da abadia de Barking. Com a Dissolução dos Mosteiros, o rei Henrique VIII de Inglaterra se apropriou das terras, que se tornaram propriedade real desde então, à exceção do período entre 1649 e 1660. A região se tornou reserva de caça com o nome de Parque de Marylebone até 1649. Então a região foi dividida em pequenas propriedades produtoras de feno e laticínios.
Quando as locações expiraram em 1811, o príncipe regente (futuro rei Jorge IV do Reino Unido) encomendou, ao arquiteto John Nash, um plano para a região. Inicialmente, Nash idealizou um palácio para o príncipe e várias villas para seus amigos. Porém, quando as obras começaram em 1818, o palácio e a maior parte das villas foram abandonados. Mas a maioria dos terraços das casas nos limites do parque foi construída. Nash não projetou todos os detalhes das obras: parte da tarefa foi deixada ao jovem arquiteto Decimus Burton. O "Parque do Regente" se integrou a outras estruturas construídas por Nash para o príncipe regente, como a Rua do Regente e o Terraço da Casa de Carlton, numa grande área da cidade entre o Parque de Santiago e o Morro do Parlamento. Foi considerado um dos primeiros exemplos de cidade-jardim, e continua a influenciar o planejamento dos subúrbios. O parque foi aberto ao público em geral em 1835, inicialmente somente dois dias por semana.

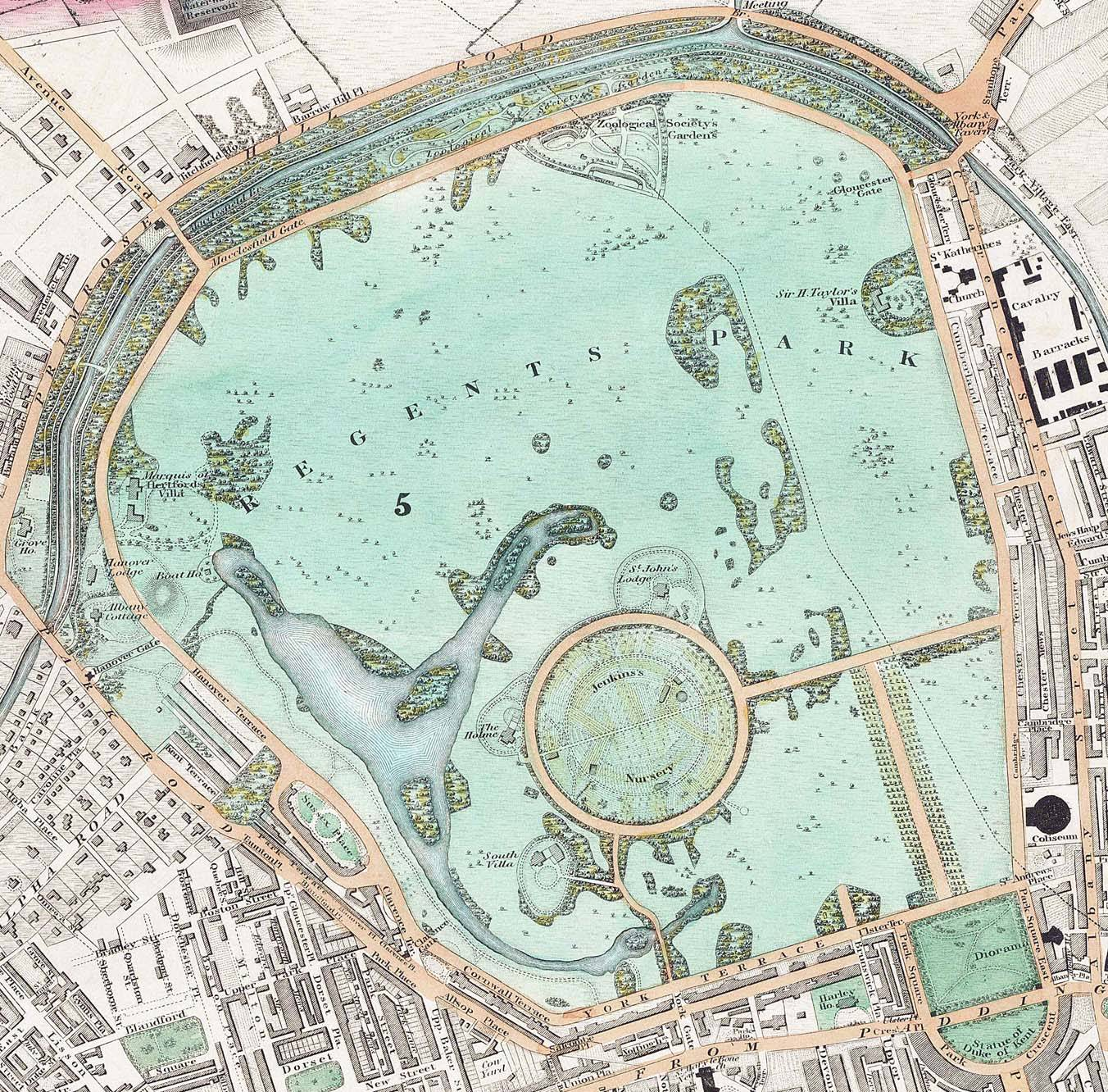
Regent's Park em 1830.